# Citroën Méhari
Pour les articles homonymes, voir Méhari.
 (juillet 2023).
Si vous disposez d'ouvrages ou d'articles de référence ou si vous connaissez des sites web de qualité traitant du thème abordé ici, merci de compléter l'article en donnant les références utiles à sa vérifiabilité et en les liant à la section « Notes et références ».
La Citroën Méhari est une voiture de plein air à deux places avant (quatre places en option) produite par Citroën entre 1968 et 1987. Sa carrosserie démontable conçue par Roland de La Poype est en plastique ABS.
Ses concurrentes principales sont la Renault Rodéo (1970–1986), la Mini Moke (1964–1993) et la Mega Club (1992–1998).
En 2020, la voiture demeure encore assez présente en France et fabriquée par des entreprises spécialisées, toutes les pièces (châssis et éléments de carrosserie) étant disponibles en neuf.

## La Méhari avant la Méhari
La Citroën 2 CV, qui historiquement sert de base mécanique à la Méhari avait été conçue dans les années 1940 pour les agriculteurs circulant sur de mauvais chemins et a fait preuve dès l'origine de certaines capacités en tout-terrain : le cahier des charges prévoyait de pouvoir traverser un champ labouré avec un panier d'œufs posé sur la banquette AR, sans les casser, un petit exploit rendu possible par des suspensions spéciales à grand débattement. Seule la puissance était un peu limitée pour le franchissement d'obstacles.
Une 2 CV Sahara à quatre roues motrices avait été étudiée et commercialisée à la demande des ingénieurs de CFP Total. L'adaptation était pour le moins inhabituelle (mais très efficace) : une 2 CV bimoteur avec le second moteur prenant place dans le coffre arrière.
Un premier prototype de « jeep » 2 CV, utilisant des panneaux nervurés (comme le Citroën Type H et l'avion Junkers 52), avait été réalisé à la fin des années 1950 à Abidjan par un restaurateur français, Maurice Delignon.
Cela avait donné l'idée à deux industriels français (Messieurs Letoquin et Lechanteur) expatriés en Côte d'Ivoire de fabriquer dès 1963 une « jeep » légère sur base de 2 CV Citroën dotée une carrosserie rustique facilement réalisable avec une simple plieuse à tôle. Baptisée « Baby-Brousse », ce prototype Méhari sera fabriqué à plus de 30 000 exemplaires par les Forges et Ateliers de l'Ebrié à Abidjan. Son aspect extérieur évoquait déjà nettement la Méhari. Des milliers d'autres Baby-Brousse seront fabriquées au Viêt Nam, en Iran, au Chili (baptisée « Yagan » du nom des indigènes de la Terre de Feu) et en Grèce.
Citroën reprendra l'idée à son compte en lançant une version améliorée (cabine tôlée) de la Baby-Brousse : la FAF (facile à financer, facile à fabriquer), destinée aux pays en voie de développement ou émergents. Le succès sera toutefois moindre que celui de la Baby-Brousse originale.
Voiture utilitaire avant tout, parfois surnommée « l'Adéquate » par les expatriés français d'Afrique, la Baby-Brousse se prêtait aussi à l'usage récréatif comme voiture de plage, un marché de niche défriché par les buggies venus des États-Unis.
C'est ce qui inspira au marquis Roland de la Poype, ancien as de l'escadrille Normandie-Niemen et industriel spécialisé dans les matières plastiques, l'idée de réaliser une voiture récréative avec une carrosserie en pièces thermoformable teintées dans la masse, l'ABS.

## Généralités
La Méhari est une voiture pour les loisirs, le plein-air et les balades en famille. En rabattant la banquette arrière (optionnelle), elle se transforme en une deux-places pour un usage utilitaire. Le modèle quatre-places coûtait environ 5 à 10 % de plus, comme les versions avec l'installation électrique en 24 volts ou quatre roues motrices (4 × 4) proposées plus tard. La Méhari à deux places se plaçait en concurrente de certaines petites fourgonnettes.
Le « méhari » est un dromadaire saharien (mahari en arabe), c'est le dromadaire des Touaregs, des Chaâmbas et des « méharistes » de l’armée française. Il est plus grand que le dromadaire de bât.
La Citroën Méhari est basée sur le châssis plate-forme de la Dyane et est équipée du moteur Citroën de 602 cm3 type AK2, une variante qui équipait à sa sortie la Dyane 6 et la 2cv fourgonnette AKB  . Les pièces composant la voiture, à part la carrosserie et la bâche, proviennent pour l'essentiel d'autres modèles de la marque :  volant de 2 CV, roues, phares, essuie-glace, frein à main de Dyane, feux arrière de fourgon Type H. La suspension est à ressorts longitudinaux sous caisse logés dans un pot, amortisseurs à friction et batteurs à inertie les premières années, puis avec amortisseurs télescopiques ensuite.
La carrosserie en pièces ABS (acrylonitrile butadiène styrène, aussi appelé Cycolac ou Kralastic), emboutie à chaud et teintée dans la masse, peut reprendre sa forme initiale après un léger choc et les rayures superficielles restent discrètes. Elle est soutenue et vissée sur deux cadres métalliques en treillis tubulaires boulonnés à la plate-forme, un pour la partie avant et un second pour la partie arrière.
Le lancement de la Méhari le 11 mai 1968 en grande pompe avec hôtesses sur le golf de Deauville passa inaperçu en raison des événements de Mai 68. La première année de fabrication (1968), la voiture sera assemblée en petite série (62 ex) par la Société d'Etudes et d'Applications des Brevets (SEAB) à Villejuif puis 2.500 ex par la société d'Exploitation Nouvelle d'Automobile et de Carrosserie (ENAC) à Bezons (Val-d'Oise) qui assemblait déjà des 2cv fourgonnettes. Les pièces mécaniques provenant des différentes usines du groupe ; puis avec l'augmentation des commandes, à Levallois (1.659 ex), l'usine d'Ivry ex-Panhard (1.763 ex) et Rennes-la-Janais (7.846 ex). La Méhari sera cependant principalement construite en Belgique à Forest (91.788 ex), mais aussi en Espagne à Vigo (12.480 ex) et à Mangualde au Portugal (17.500 ex). Enfin 9.355 seront assemblées ou exportées en pièces détachées, (d'après le livre la méhari de mon père), portant le total à 144.953 exemplaires.
La Méhari a souvent été vue avec un hardtop en plastique conçu et commercialisé par la société ENAC. Celle-ci proposait aussi une option capote repliable et un pick-up.

## Histoire

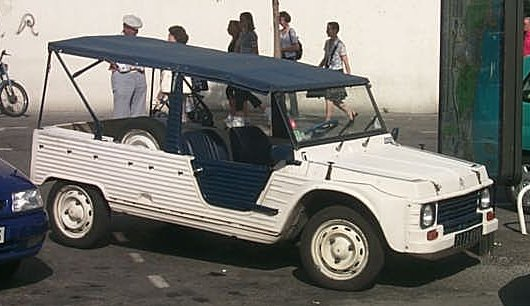
Une Citroën Méhari Azur.

La première série 1968–1969 ne sera fabriquée qu'une seule année seulement. En effet, pour les modèles 1970, la carrosserie sera légèrement modifiée. Les clignoteurs arrière latéraux type 2 CV protégés par deux bossages sur la partie haute, seront supprimés et remplacés par des feux Type H reportés sur la face arrière de chaque cotés.
Pour 1979, un combiné à deux cadrans issu de la Citroën LN prendra place sur la planche de bord et la puissance du moteur passera de 26 ch DIN à 29 ch DIN grâce à un carburateur double-corps. En 1979, apparaît la Méhari 4 × 4 qui, à l'origine, est produite pour l'armée française, laquelle va d'ailleurs en acquérir une centaine d'exemplaires au départ.
Pour 1986, la gamme incorpore la Méhari Azur avec une carrosserie blanche et bleue.
La production de Méhari s'arrêtera en 1987.

## Méhari4 × 4

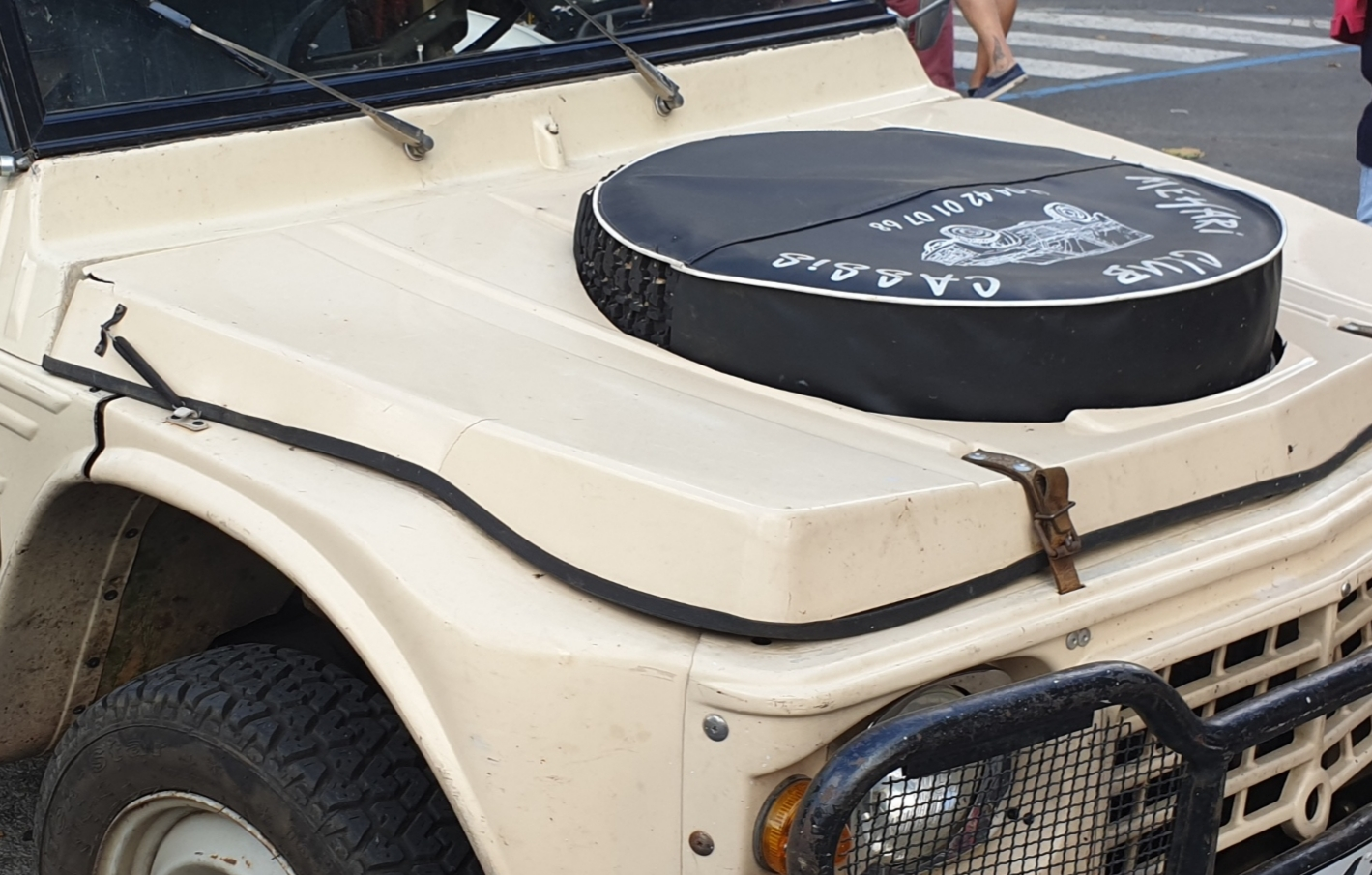
Citroën Méhari 4 × 4 avec son capot spécial.

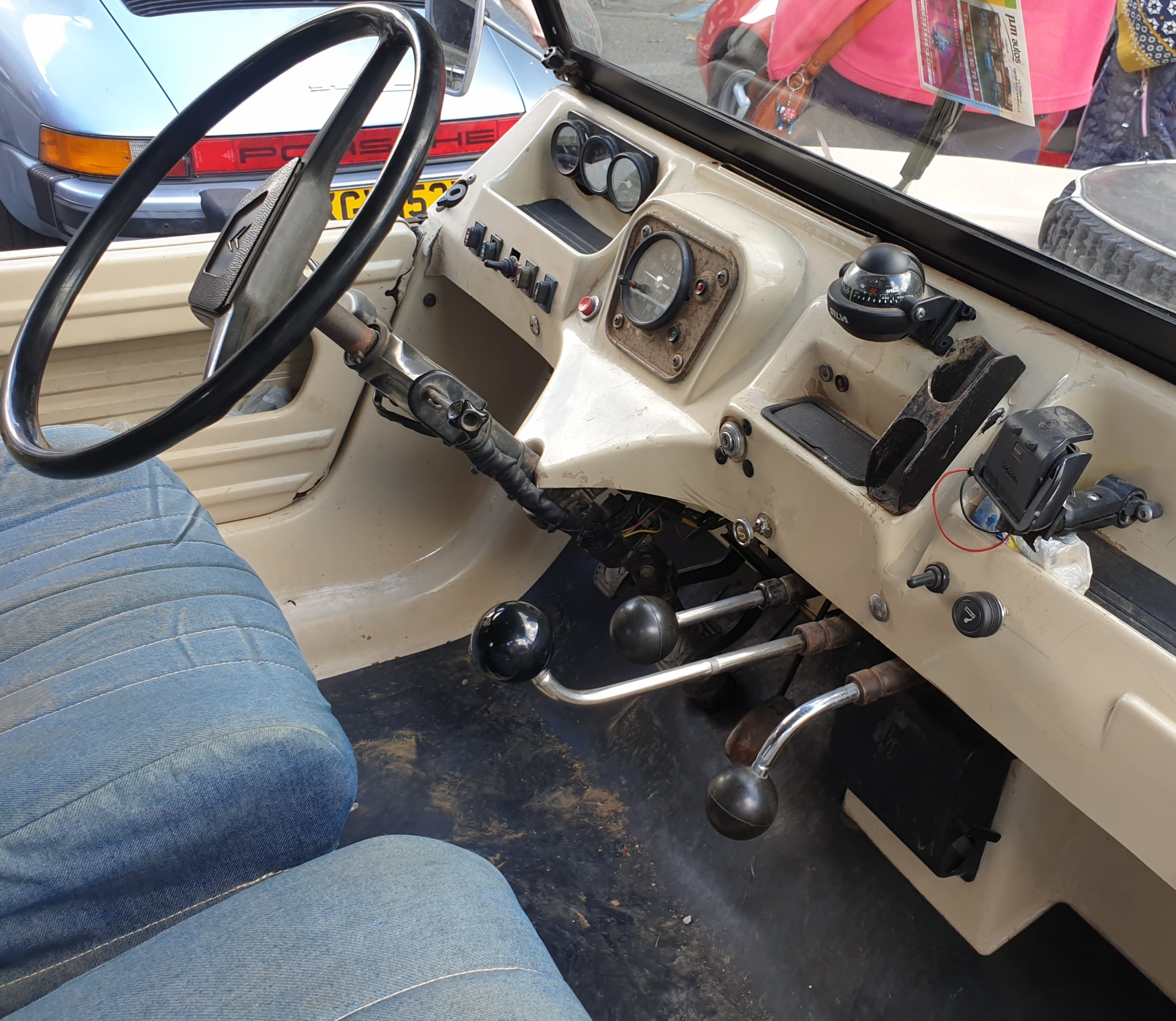
Citroën Méhari 4 × 4 : commandes de transmission AV-AR de chaque cotés de la commande centrale des vitesses.

Le 23 mai 1979, Citroën lance la « Méhari 4x4 ». La carrosserie se distingue par sa roue de secours posée sur le capot en option, ses pare-chocs supplémentaires tubulaires à l'avant et à l'arrière, ses passages de roue élargis en 1982, ses gros pneus tout-terrain en option en 1982 et ses blocs feux arrière d'Acadiane. La version 4 × 4 dispose d'une boîte de vitesses avec réducteur (quatre vitesses normales et trois vitesses avec réducteur) lui permettant de franchir des pentes jusqu'à 60 %. À l'époque, la Méhari 4 × 4 est l'un des rares 4 × 4 à quatre roues indépendantes. Les freins arrière sont à disques.
La production de Méhari 4 × 4 est arrêtée fin juin 1983.
Avec seulement environ 1 213 véhicules produits, elle est aujourd'hui très recherchée et les pièces de la transmission sont quasiment introuvables.

## La Méhari et l'armée française
Pour assurer la transition entre la Jeep Hotchkiss et la Peugeot P4, la Méhari à deux roues motrices a été commandée à partir de 1972 par l'armée française à 7 064 exemplaires dont 691 versions auto-école. Les modèles achetés par l'armée disposent d'un circuit électrique en 24 V (12 V pour la gendarmerie) pour l'alimentation de la radio. Les deux batteries de 12 V sont montées en série avec un coupe-circuit interposé. La deuxième batterie se situant à la place de la boîte à gants. De ce fait, la voiture dispose d'organes électriques spécifiques, en particulier la bobine, l'alternateur, le démarreur et l'ensemble des lampes. Seule la bobine n'est pas empruntée aux équipements destinés aux camions, ce qui en fait une pièce rare.

## Nuancier
La carrosserie étant fabriquée par la SEAP — qui était un sous-traitant de Citroën à l'époque et qui a aussi effectué le montage de la voiture la première année —, il fut pendant longtemps difficile de se procurer des pièces de la carrosserie. La couleur étant intégrée au matériau et le véhicule ayant une vocation utilitaire, le nuancier est assez limité. Seul le vert Montana est resté au catalogue pendant les dix-huit ans de production. Excepté le bleu, les noms officiels des couleurs font tous référence à des régions désertiques.
Les restaurations ont imposé longtemps une mise en peinture sur les éléments apprêtés et fournis dans la couleur blanche. Puis, des revendeurs de pièces détachées spécialisés dans les 2 CV et Méhari ont refabriqué avec les moules d'origine, tous les éléments de carrosserie teintés dans la masse, dans les coloris d'époque ou même transparents.
| couleur              | 1968–1969 | 1969–1975 | 1976–1977 | 1978–1979 | 1980–1982 | 1983–1987 |
| -------------------- | --------- | --------- | --------- | --------- | --------- | --------- |
| Rouge Hopi           |           |           |           |           |           |           |
| Vert Tibesti         |           |           |           |           |           |           |
| Vert Montana         |           |           |           |           |           |           |
| Orange Kirghiz       |           |           |           |           |           |           |
| Beige Kalahari       |           |           |           |           |           |           |
| Beige Hoggar         |           |           |           |           |           |           |
| Jaune Atacama        |           |           |           |           |           |           |
| Blanc et bleu (Azur) |           |           |           |           |           |           |

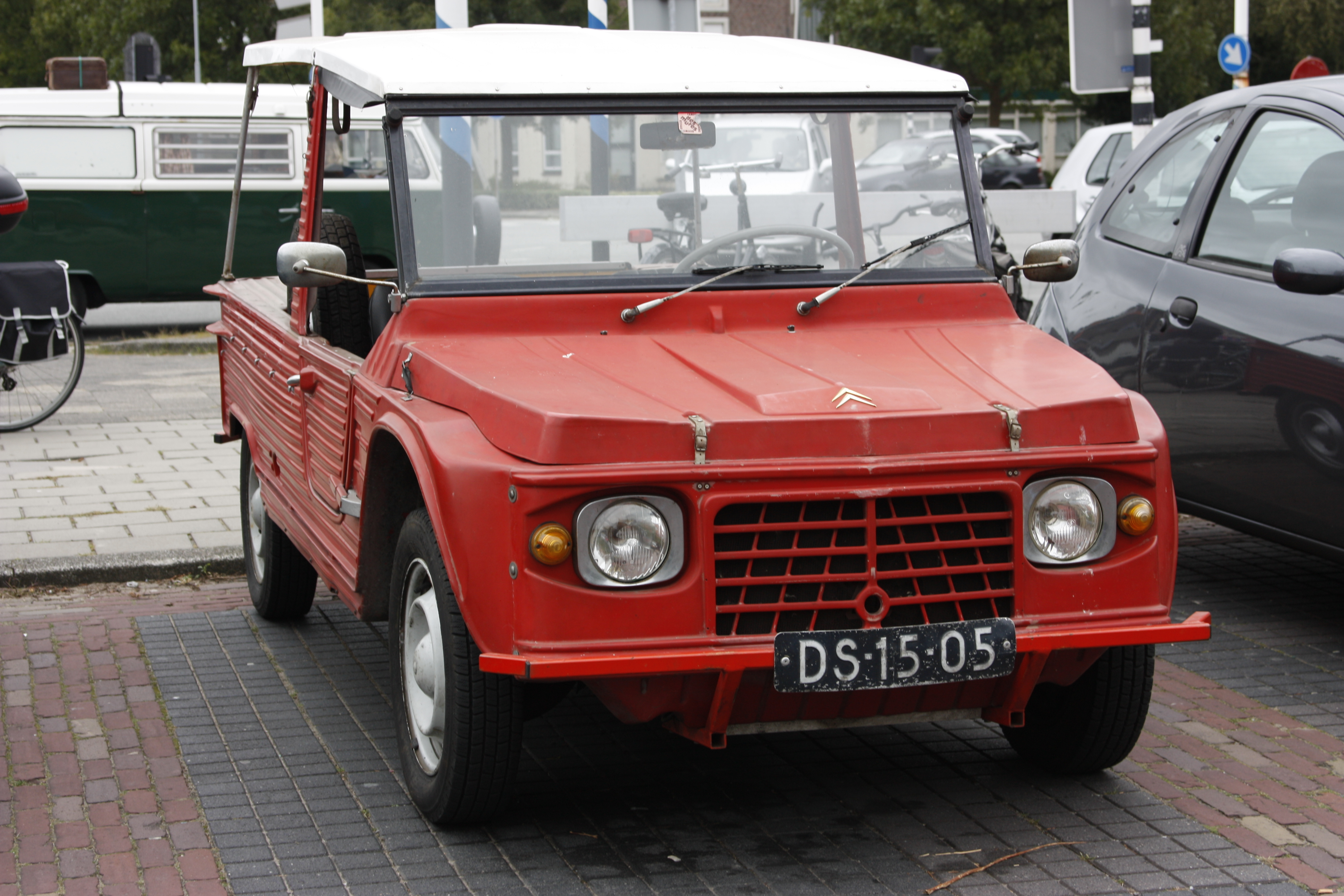
Rouge Hopi.
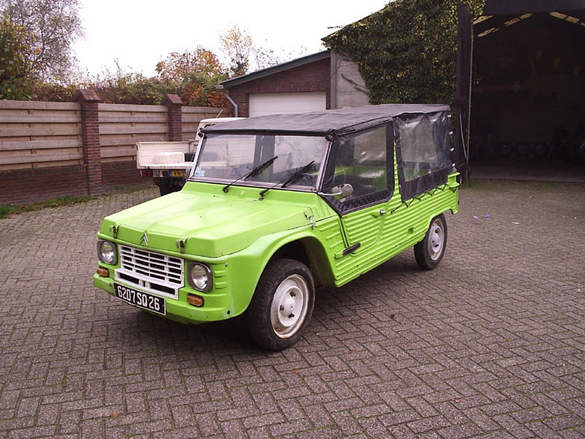
Vert Tibesti.
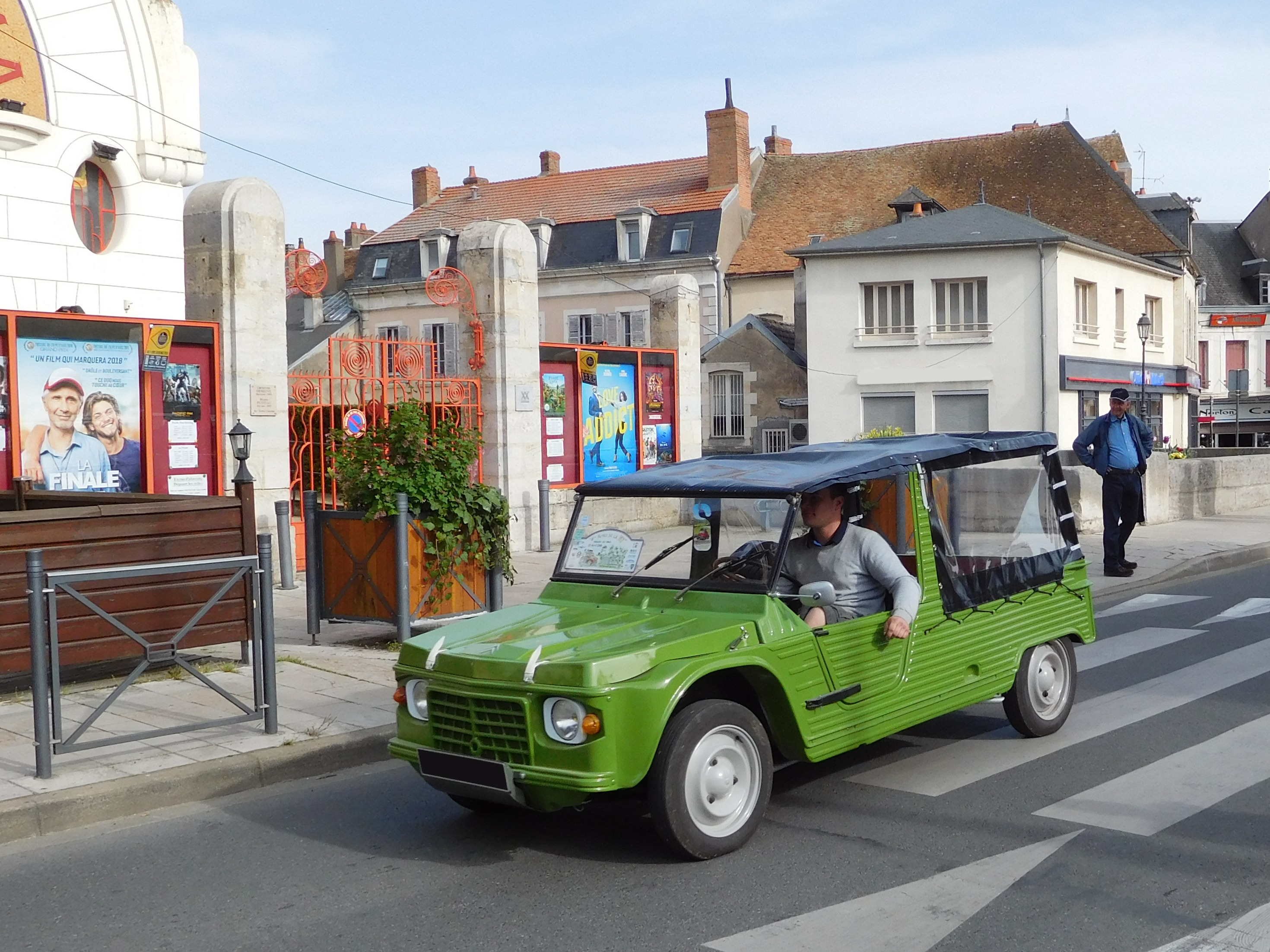
Vert Montana.
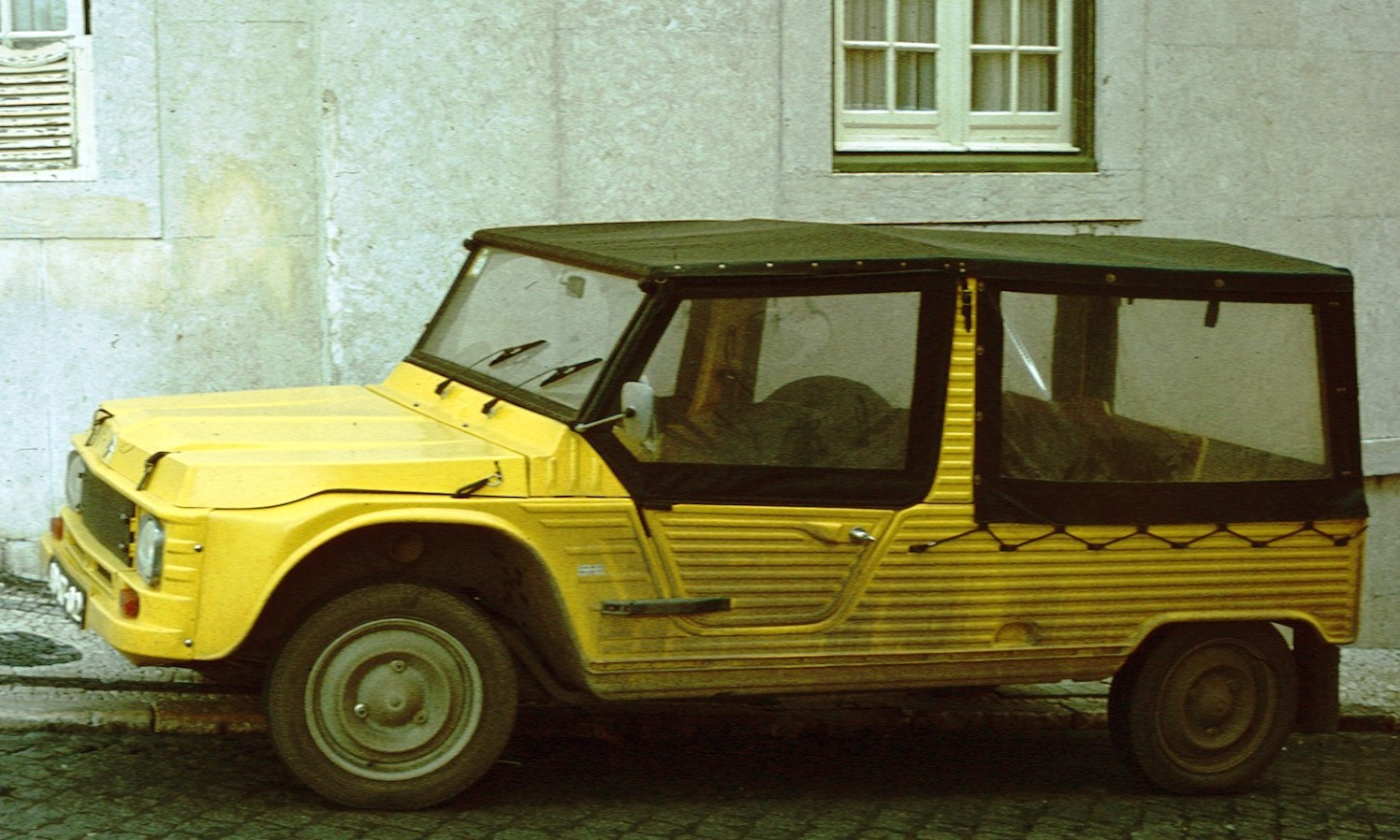
Jaune Atacama.
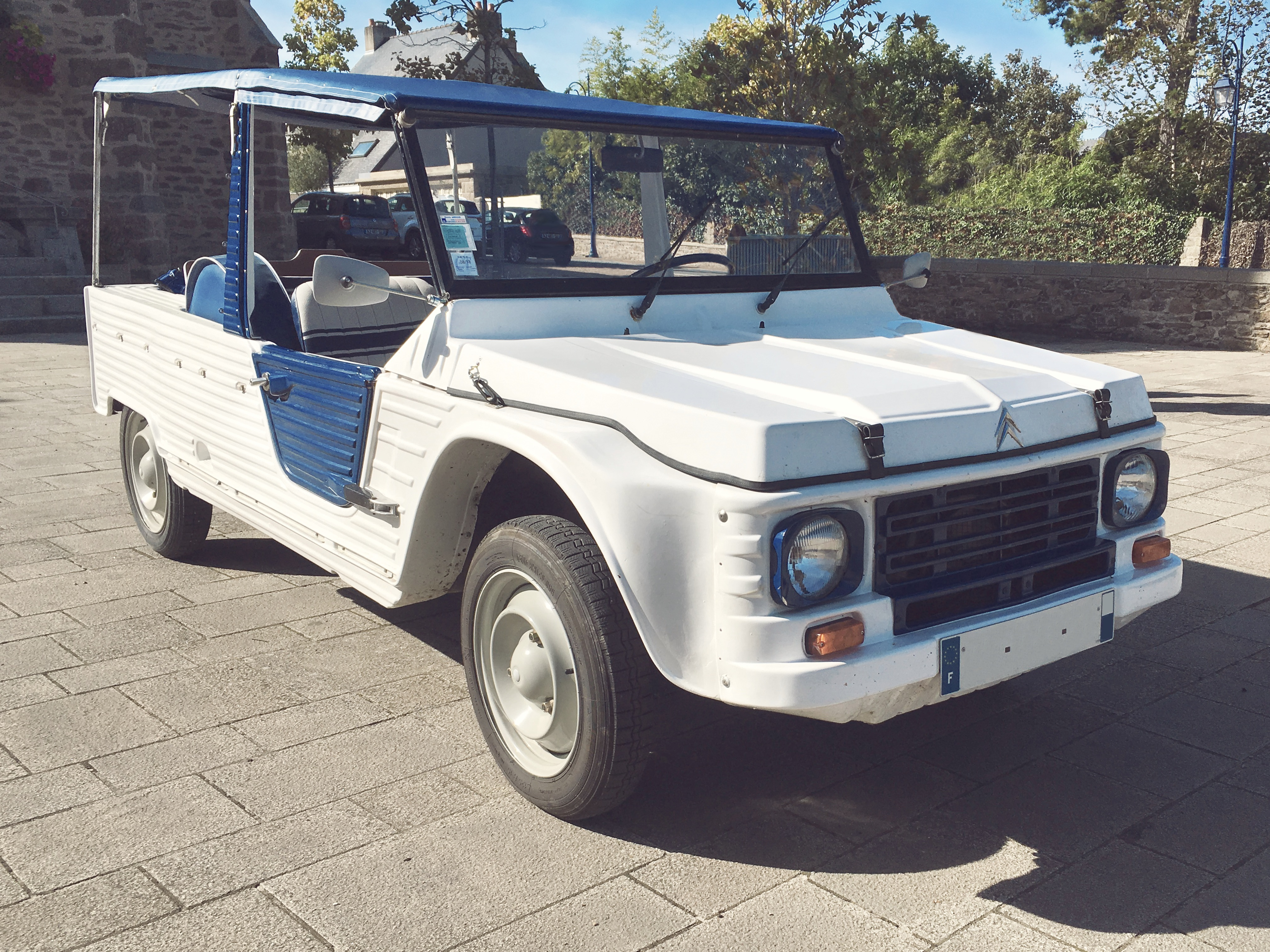
Blanc et bleu (Azur).

## La Méhari en Allemagne
La Méhari n'était pas homologuée en Allemagne en raison de sa carrosserie plastique inflammable, mais la société Fiberfab lance en août 1975 un pick-up avec pare-brise rabattable, nommé « Sherpa » sur la base de la Citroën Dyane. La Sherpa sera produite jusqu'en 1982.

## La Méhari aux États-Unis

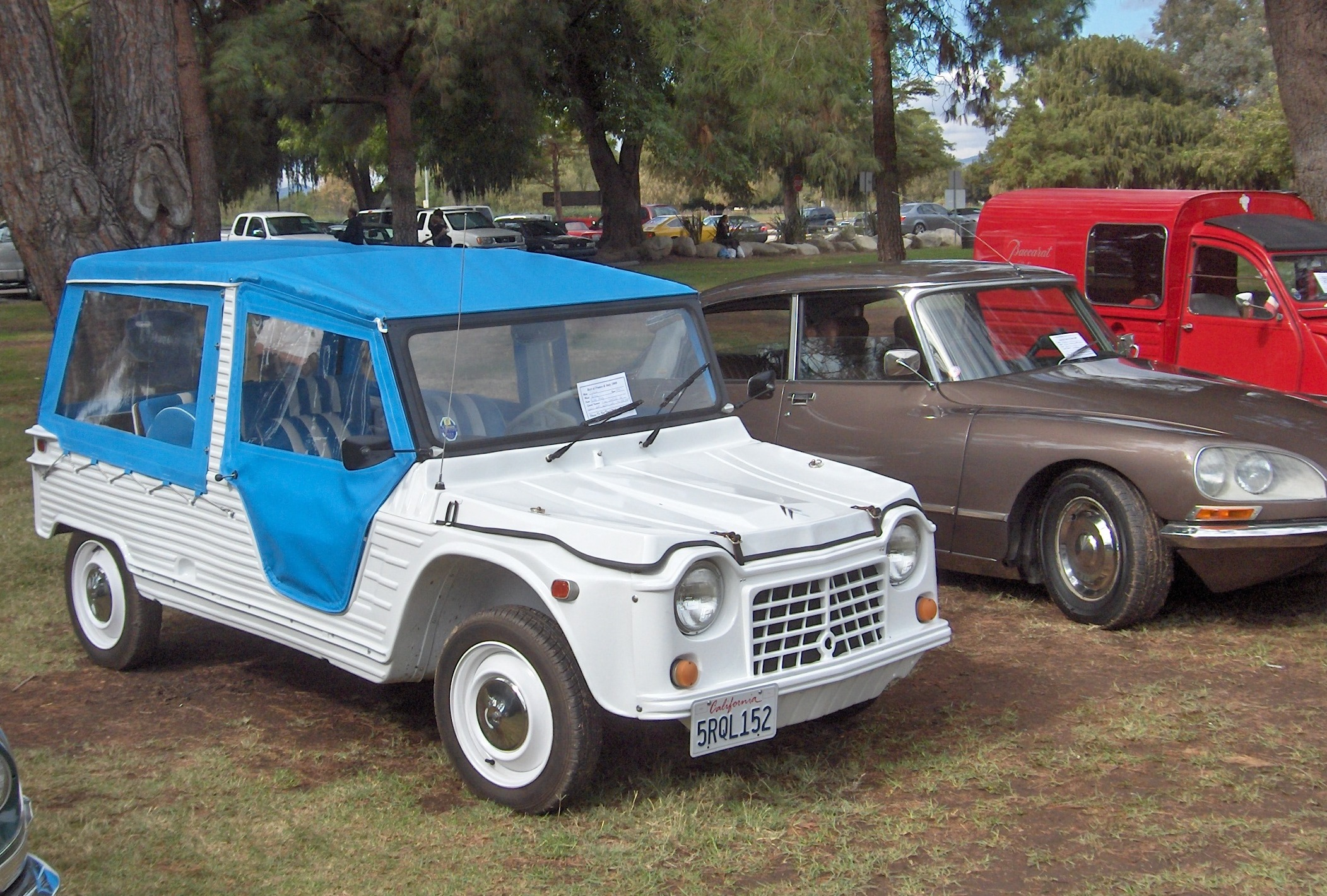
Une Méhari du marché américain.

En 1970, la Méhari a été vendue aux États-Unis. La face avant était modifiée pour recevoir des projecteurs de grandes dimensions selon la réglementation américaine. Aux États-Unis, la voiture était classée en tant que camionnette.
Les normes de sécurité camions de la National Highway Traffic Safety Administration (NHTSA) étant beaucoup plus clémentes que celles des voitures particulières aux États-Unis, la Méhari américaine n'avait donc pas de ceintures de sécurité.
Seulement 214 ex de Méhari y ont été vendues en 1970.

### Spécificités américaines
- Face avant modifiée comprenant des gros phares de 7 pouces. Présence de feux de position latéraux.
- Fermeture arrière basculante (ridelle) comprenant un espace pour la plaque d'immatriculation qui était éclairée de chaque côté.
- Pare-chocs arrière droit.
- Moteur d'essuie-glace à deux vitesses.
- Feux de recul.

## Production
| Année | Version | Quantité |
| ----- | ------- | -------- |
| 1968  | 4 × 2   | 837      |
| 1969  | 4 × 2   | 12 624   |
| 1970  | 4 × 2   | 11 246   |
| 1971  | 4 × 2   | 10 175   |
| 1972  | 4 × 2   | 11 742   |
| 1973  | 4 × 2   | 12 567   |
| 1974  | 4 × 2   | 13 910   |
| 1975  | 4 × 2   | 8 920    |
| 1976  | 4 × 2   | 9 569    |
| 1977  | 4 × 2   | 9 645    |
| 1978  | 4 × 2   | 8 467    |
| 1979  | 4 × 2   | 8 814    |
| 1979  | 4 × 4   | 181      |
| 1980  | 4 × 2   | 7 548    |
| 1980  | 4 × 4   | 703      |
| 1981  | 4 × 2   | 4 736    |
| 1981  | 4 × 4   | 97       |
| 1982  | 4 × 2   | 3 905    |
| 1982  | 4 × 4   | 232      |
| 1983  | 4 × 2   | 3 349    |
| 1983  | 4 × 4   | 0        |
| 1984  | 4 × 2   | 2 654    |
| 1985  | 4 × 2   | 1 882    |
| 1986  | 4 × 2   | 669      |
| 1987  | 4 × 2   | 381      |
| Total | Total   | 144 953  |

### Sites de production
La Citroën Méhari a été produite dans huit usines différentes :
- ateliers S.E.A.B. à Villejuif, France : 62 exemplaires ;
- établissements E.N.A.C. Bezons, France : 2 500 exemplaires ;
- usine Citroën Levallois, France : 1 659 exemplaires ;
- usine Panhard - Citroën Ivry, France : 1 763 exemplaires ;
- usine Citroën Rennes, France : 7 846 exemplaires ;
- usine Citroën Forest, Belgique. 91 788 exemplaires ;
- usine Citroën Vigo, Espagne : 12 480 exemplaires ;
- usine Citroën Mangualde, Portugal : 17 500 exemplaires ;
- véhicules CKD assemblés à l'étranger : 9 355 exemplaires.

Soit un total de huit sites officiels et 144 953 exemplaires fabriqués.
C'est l'usine belge de Forest qui a produit le plus de Méhari : 91 788 exemplaires, soit 63 % du total.

## La Méhari sous d'autres latitudes
Il s'agit essentiellement de véhicules utilitaires rustiques conçus pour les pays émergents avec une carrosserie en tôle pliée et non de véhicules récréatifs type voiture de plage. La plupart ont été créés avant le véritable modèle de Méhari (voir ci-dessus : la Méhari avant la Méhari).
Plusieurs versions à carrosserie métallique de la Méhari ont existé notamment en Afrique, en Amérique du Sud et en Asie. La carrosserie en tôle emboutie remplaçait celle en ABS du modèle européen. La « Baby-Brousse » (1970 à 1979) était fabriquée en Côte d'Ivoire, en Iran et au Chili (Yagan de 1973 à 1974), la « FAF » (pour « facile à fabriquer ») au Sénégal, (le Guelhem à partir de mai 1980), en Guinée-Bissau (N'Haye de juillet 1979 à 1984), en République centrafricaine (à partir de février 1979), la « Dalat » (1970 à 1975) au Viêt Nam du Sud et la « Namco Pony » (1978 à 1985) en Grèce. Leur aspect extérieur diffère sensiblement.

### Iran
La SAIPA, société qui appartenait à 75 % à l'État impérial d'Iran et qui a produit la Jyane (Dyane iranienne) de 1968 à 1997, proposait à partir de 1970 et jusqu'à la révolution iranienne en 1979 la « Baby-Brousse ». La carrosserie à l'aspect rudimentaire était un assemblage de tôles pliées.

### Argentine et Uruguay
La Méhari vendue en Argentine possèdait une carrosserie en polyester et non en ABS. La voiture était fabriquée en Uruguay de 1971 à 1979. Après le retrait de Citroën d'Argentine, la production de la Méhari, est devenue la « Méhari Ranger » avec des passages de roue élargis et des gros pneus, a continué encore quelque temps. Nordex en Uruguay a produit 14 000 unités.

## Médias

### Télévision
- Brian Keith a conduit une Méhari à Hawaii dans un épisode de la série TV américaine L'exposition de Brian Keith (1972-1974).[réf. nécessaire]
- Pimp My Ride, l'émission de télé-réalité qui consiste à reprendre de vieilles voitures délabrées et à les remettre en état est arrivée en France en 2009 et des jeunes ont proposé une Méhari[10].
- Visible dans le téléfilm Dix jours pour s'aimer (2011).
- Le véhicule que conduit Julien Boisselier tout au long du téléfilm Des frères et des sœurs est une Méhari (2013).
- Dans la mini-série française À vous de jouer Milord, le héros, Hubert de Pomarec dit « Milord », conduit une Méhari surnommée « Marguerite » affublée d'un avertisseur poussant un meuglement (1974).
- Dans Elvis Presley Aloha from Hawaii by Satellite (1973) est longtemps une Méhari jaune modèle US.
- Dans l'émission Silence ça pousse diffusée sur France 5, les deux animateurs se déplacent dans une méhari orange.

### Films
- Un exemplaire est présent dans une courte scène avec Charlton Heston du film Le Survivant de 1971.
- Dans un plan du film Sauvez le tigre (1973) avec Jack Lemmon, on voit une Méhari stationnée dans une rue de Los Angeles.
- C est la voiture en Beige Kalahari d'Emile alias Bernard Fresson dans Les galettes de Pont-Aven (1975)
- La Méhari est également apparue dans Les Muppets, le film, ainsi que dans le film Banzaï avec Coluche.
- C'est aussi la voiture des gendarmes de Saint-Tropez (derniers films de la série). Dans Le Gendarme et les Extra-terrestres, Louis de Funès démonte sa Méhari en panne (du fait d'une soucoupe volante) et sort du capot… un moteur 4-cylindres en ligne refroidi par eau, puis dans Le Gendarme et les Gendarmettes (1982).
- Dans La Bostella, ce véhicule sert aux déplacements de tous les personnages du film.
- La Vie aquatique (2004).
- Dans Les Chevaliers du ciel de Gérard Pirès sorti en 2005, le capitaine Antoine « Walk'n » Marchelli (Benoît Magimel) conduit sous la pluie une Méhari beige intégralement décapotée.
- Dans Qu'est-ce qu'on a fait au Bon Dieu ? de Philippe de Chauveron sorti en 2014, une Méhari sert de véhicule d'appoint au domicile de Christian Clavier et de Chantal Lauby.
- Le road-movie A 60 km/h réalisé par Facundo Marguery en 2014 s'effectue en Méhari[11].
- Dans Avis de mistral en 2014, les personnages se déplacent autour de leur maison en Méhari.
- Dans la série télévisée Baron Noir, l’ex-présidente de la République, Amélie Dorendeu (Anna Mouglalis), se suicide au volant d’une Méhari en forêt.

### Clips
- Laurent Voulzy conduit une Méhari dans son clip vidéo Derrière les mots.
- Dans le clip du morceau Crash me du groupe Indochine, Nicola Sirkis conduit une Méhari.
- Bigflo et Oli dans le clip Pour un pote, avec Jean Dujardin.
- Deluxe dans le clip Tum Rakak.
- Guy2Bezbar dans le clip Lala

## Anecdote
Pendant l'automne-hiver 1973/1974, soixante-trois Méhari furent incendiées dans Paris par un pyromane ; la dernière, ayant brûlé dans la nuit du 8 au 9 février 1974, a entraîné un mort par intoxication,.

## Voitures inspirées par la Méhari
- La Tangara de Teilhol était une révision assez aboutie de la Méhari, dont elle se présentait comme la remplaçante potentielle. Son moteur et son volant provenait de la 2 CV 6 ; Teilhol montait son propre tableau de bord. Les sièges provenaient du C15, les feux arrière de la Peugeot 205 et les rétroviseurs et clignotants avant du Renault Express. À la suite de problèmes financiers, la fabrication a cessé au printemps 1990, après 1 500 exemplaires construits. Il existait également des Tangara 4 × 4, ainsi que des Tangara équipées d'un moteur 4-cylindres d'AX et d'une peinture bicolore.
- Dans sa quête de diversification, la marque Mega développa un véhicule de loisirs grand public, la Mega Concept 1, à la modularité exceptionnelle, dérivé de la Citroën AX, se transformant au gré des besoins en pick-up, en break (Mega Ranch) ou en coupé/cabriolet (Mega Club, Mega Cabriolet), dont la philosophie est très proche de la Méhari.
- Au salon de Francfort 2015, Citroën dévoile un concept de Méhari moderne découvrable sur la base du C4 Cactus, le Cactus M, qui ne sera pas produit en série ; il sert de nouvelle image pour Citroën afin de le repositionner[14].
- Le 7 décembre 2015, Citroën dévoile la e-Méhari, un quadricycle léger cabriolet électrique. Elle fut produite en série de Mars 2016 à Février 2019[15]. En janvier 2019, Citroën annonce l'arrêt définitif de la production de la e-Méhari dans l'usine de Rennes. Elle était basée sur la Bolloré Bluesummer[16] et affiche une face avant inspirée du C4 Cactus M.
- Depuis 2016, la société familiale Méhari Loisirs Technologie basée en Ardèche, produit et commercialise des répliques électriques de la Méhari[17].

- Le Méhari Club à Cassis (13) a récupéré et rénové l'outillage d'origine CITROEN et les moules d'origine de carrosserie, et propose tous les éléments de rechange, pièces détachées, ainsi que des véhicules rénovés ou reconstruits

- Une société de Düsseldorf construit une réplique sous forme de kit ou de voiture entièrement montée rebaptisée « El Cid »[18].

- Une entreprise du Nord de la France, Forest Automobile, propose une interprétation moderne de la Méhari depuis le mois de juin 2022, avec des moteurs Peugeot 1.1L TU et 1.4L TU[19],[20].